# Staatsuniversiteit van de Oeral voor Mijnbouw
De Staatsuniversiteit van de Oeral voor Mijnbouw (Russisch: Уральский государственный горный университет; Oeralski gosoedarstvenny gorny oeniversitet) is een universiteit in de Russische stad Jekaterinenburg en de oudste instelling voor hoger onderwijs van de Centrale Oeral. De universiteit wordt in het dagelijks spraakgebruik vaak afgekort tot OeGGOe (УГГУ).
De universiteit werd op gericht op 3 juli 1914 door tsaar Nicolaas II als het mijnbouwkundig instituut van Jekaterinenburg. Op 3 januari 1917 ondertekende de tsaar een oekaze met de naam "Over het onder bescherming houden van het Mijnbouwkundig instituut van Jekaterinenburg van Zijne Majesteit de Keizer en over het geven van de titel 'Het Keizer Nicolaas II Mijnbouwkundig instituut van de Oeral' aan deze onderwijsinstelling". In 1934 werd de toevoeging 'Keizer Nicolaas II' vervangen door 'vernoemd naar Sverdlovsk' naar revolutionair Jakov Sverdlov en vervolgens werd de naam veranderd naar Mijnbouwinstituut van de Oeral. Vanaf 1993 werd de naam Staatsacademie van de Oeral voor Mijnbouw en Geologie (Уральской государственной горно-геологической академией). In mei 2004 kreeg het instituut van de Minister van Onderwijs en Wetenschap ten slotte de status van universiteit en haar huidige naam. In de 90 jaar tot 2004 waren meer dan 50.000 mijnbouwingenieurs en honderden doctoraten en kandidaten afgestudeerd aan de instelling.
De universiteit biedt onderwijs aan binnen de vakgebieden geologie, geofysica, techniek en management van mijnbouw en geologische prospectie. De universiteit biedt een groot aantal masteropleidingen en post-docopleidingen aan. De geologen van de universiteit waren betrokken bij de prospectie van honderden delfstoffengebieden in de Oeral en Siberië. In de universiteit bevindt zich een beroemde collectie van mineralen. Deze collectie werd gesticht in 1937 en wordt beschouwd als een van de grootste publieke mineralencollecties van Azië. De universiteit staat bekend om haar pogingen om de religieuze tradities in het hoger onderwijs te houden en vanwege haar prestigieuze leerstoel voor sport en lichamelijke oefening, waaruit veel belangrijke sporters zijn voortgekomen.

## Faculteiten en instellingen
De universiteit is onderverdeeld in 3 faculteiten:
- Faculteit Mijnbouwtechnologie (горно-технологический)
- Faculteit Mijnbouwmechanica (горно-механический)
- Faculteit Techniek en Economie (инженерно-экономический)

Daarnaast valt het Instituut voor Geologie en Geofysica (институт геологии и геофизики) ook onder de universiteit.

## Bekende alumni
- Joeri Priloekov, tweevoudig weereldkampioen zwemmen
- Eduard Rossel, gouverneur van oblast Sverdlovsk